# 3815 König
3815 König là một tiểu hành tinh vành đai chính với chu kỳ quỹ đạo là 1505.7694812 ngày (4.12 năm).
Nó được phát hiện ngày 15 tháng 4 năm 1959.